# Alloschizidium campanellii
Alloschizidium campanellii är en kräftdjursart som beskrevs av Stefano Taiti och Franco Ferrara 1996. Alloschizidium campanellii ingår i släktet Alloschizidium och familjen klotgråsuggor. Inga underarter finns listade i Catalogue of Life.